# Pacmanactis hashimotoi
Pacmanactis hashimotoi is een zeeanemonensoort uit de familie Actinostolidae. De anemoon komt uit het geslacht Pacmanactis. Pacmanactis hashimotoi werd in 2005 voor het eerst wetenschappelijk beschreven door López-González, Rodríguez & Segonzac. 